# Formule de MacCullagh
 (février 2022).
Si vous disposez d'ouvrages ou d'articles de référence ou si vous connaissez des sites web de qualité traitant du thème abordé ici, merci de compléter l'article en donnant les références utiles à sa vérifiabilité et en les liant à la section « Notes et références ».

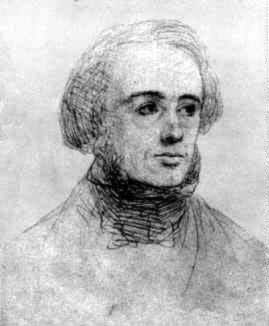
James MacCullagh (1809-1847)

La formule de MacCullagh permet de décrire le champ de gravité d'un corps non sphérique à une distance suffisamment grande mais pas très grande par rapport aux dimensions linéaires du corps. Elle s'obtient en partant de la définition de base du potentiel gravitationnel, sans effectuer un développement général de Laplace dont elle représente un cas particulier limité à une approximation d'ordre 2. Elle est très utilisée en géodésie théorique et en géophysique.

## Expression générale du potentiel gravitationnel

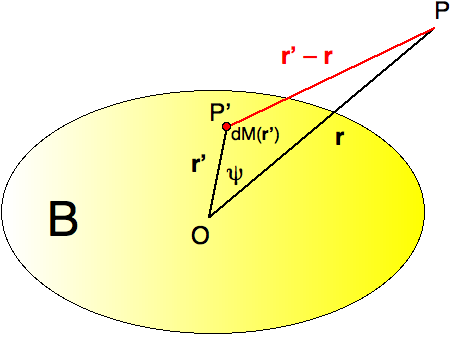
Schéma permettant de comprendre les calculs menant à la formule de MacCullagh

En coordonnées sphériques, désignons la composante radiale du vecteur-position {\displaystyle \mathbf {r} } d'un point potentié {\displaystyle P} par {\displaystyle r}, et celle du vecteur-position {\displaystyle \mathbf {r'} } d'un point potentiant {\displaystyle P'} par {\displaystyle r'}. L'origine {\displaystyle O} du système de coordonnées est pour le moment encore arbitraire. L'angle compris entre les vecteurs {\displaystyle \mathbf {r} } et {\displaystyle \mathbf {r'} } est noté {\displaystyle \psi } et l'élément de masse en {\displaystyle P'} est {\displaystyle \mathrm {d} M(\mathbf {r'} )}, la masse totale du corps B étant {\displaystyle M}. Sous ces conditions, le potentiel gravitationnel {\displaystyle V(P)} engendré au point {\displaystyle P} par le corps B peut s'écrire en toute généralité 
avec  
La constante {\displaystyle G} dénote la constante de gravitation de Newton.
Comme {\displaystyle (1+x)^{-1/2}=1-x/2+3x^{2}/8+o(x^{3})} lorsque {\displaystyle -1\leq x\leq +1}, on trouve, en posant {\displaystyle x=-2(r'/r)\cos \psi +(r'/r)^{2}} : 
Par conséquent, on a
Le potentiel gravitationnel en {\displaystyle P} est donc 

## Théorème de MacCullagh
On voit ainsi qu'à l'approximation d'ordre 2, le potentiel gravitationnel {\displaystyle V(P)} peut se décomposer en quatre termes distincts {\displaystyle V_{0}(P)}, {\displaystyle V_{1}(P)}, {\displaystyle V_{2}(P)}, {\displaystyle V_{3}(P)}, soit 
Le premier terme, 
correspond au potentiel d'une distribution sphérique, lequel est le même que celui d'une masse ponctuelle égale à la masse comprise dans toute la sphère. A grande distance, c'est évidemment le terme dominant, puisque sa décroissance en 1/r est plus lente que celle des autres termes. C'est le potentiel newtonien classique utilisé pour établir les trajectoires képlériennes des planètes. On dit de lui qu'il correspond à un monopôle, ou à une distribution de masse monopolaire.
Le deuxième terme, 

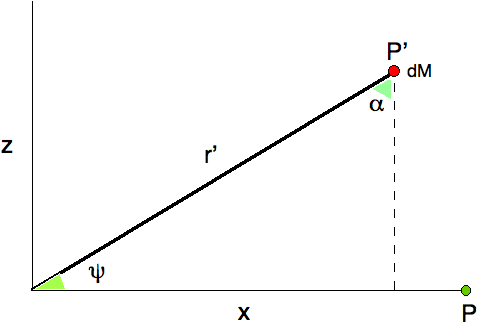

correspond à une distribution de masse dipolaire, autrement dit à un dipôle. En choisissant l'origine des coordonnées au centre de masse du corps, on annule ce terme. En effet, en se référant à la figure ci-contre, on peut écrire 
où {\displaystyle x_{0}} désigne la composante le long d'un axe Ox de la position du centre de masse. 
Les troisième et quatrième termes, {\displaystyle V_{2}} et {\displaystyle V_{3}}, se rapportent à une distribution de masse quadrupolaire, autrement dit à un quadrupôle. Pour {\displaystyle V_{2}} on trouve successivement
où {\displaystyle A}, {\displaystyle B}, {\displaystyle C} désignent les trois moments d'inertie par rapport aux axes Ox, Oy, Oz, respectivement. En définissant le moment d'inertie moyen {\displaystyle {\bar {I}}} par 
on a donc 
Pour {\displaystyle V_{3}}, on trouve 
où {\displaystyle I} est le moment d'inertie autour de la direction OP. On aboutit ainsi à la formule (parfois aussi appelée théorème) de MacCullagh : 
Celle-ci s'applique très utilement à des corps presque sphériques comme la Terre et les planètes, et c'est une approximation encore valable à distance suffisante pour un corps de symétrie quelconque. Il existe évidemment une limitation implicite à sa validité par le fait que la série a été tronquée à l'ordre 2 : des harmoniques supérieurs au degré 2 sont bien sûr nécessaires pour représenter de manière plus précise le champ de gravité extérieur en toute généralité.

## Formule de MacCullagh pour les corps à symétrie de révolution
Le moment d'inertie I autour d'un axe passant par le centre de masse O d'un corps peut s'écrire en termes des moments principaux d'inertie {\displaystyle A}, {\displaystyle B}, {\displaystyle C} obtenus par diagonalisation préalable de la matrice 3x3 représentant le tenseur d'inertie au moyen de la relation 
Ici, {\displaystyle n_{x}}, {\displaystyle n_{y}}, {\displaystyle n_{z}} désignent les cosinus directeurs de l'axe OP par rapport aux axes principaux d'inertie Ox, Oy, Oz, respectivement. 
En faisant l'hypothèse que le corps est de révolution autour de l'axe Oz, c'est-à-dire qu'il possède une symétrie axiale d'axe Oz, on a {\displaystyle A=B}. Désignons par {\displaystyle \phi } l'angle que fait la direction OP avec le plan Oxy. Alors {\displaystyle n_{z}=\sin \phi } et, à cause de la relation liant {\displaystyle n_{x}^{2}+n_{y}^{2}+n_{z}^{2}=1} les cosinus directeurs, on trouve
Avec {\displaystyle A=B}, la formule de MacCullagh devient 
Dans le cas d'une symétrie axiale, le moment d'inertie I prend lui-même la forme 
La formule de MacCullagh, pour un corps de révolution, prend donc finalement la forme suivante : 

## Facteur de forme géodynamique
D'autre part, toujours dans l'hypothèse d'une symétrie axiale, le développement général du potentiel gravitationnel en multipôles limité aux termes d'ordre 2 s'écrit 
où 
est le polynôme de Legendre de degré 2. On a donc 
Dans le cas de la Terre, le coefficient géopotentiel zonal de degré 2, à savoir {\displaystyle J_{2}}, est souvent appelé « facteur de forme géodynamique ». On l'obtient par identification de cette dernière formule avec celle de MacCullagh, soit 
Certains géodésiens appellent aussi cette dernière relation « formule de MacCullagh », mais cet usage ne semble pas très judicieux.